# Jared Cohn
Jared Michael Cohn (ook vermeld als Jared Michaels) is een Amerikaanse filmregisseur, scenarioschrijver en acteur. Hij heeft meerdere films geregisseerd voor The Asylum.

## Biografie
Cohn werd geboren in New York. Hij studeerde af aan het New York Institute of Technology met een Bachelor of Fine Arts-graad in communicatie. Zijn hoofdvak was filmproductie en postproductie. Hij woont momenteel in Los Angeles (Californië).
Begin jaren 2000 maakte hij zijn debuut als acteur. Vanaf 2009 werkte hij als regisseur en scenarioschrijver, en vanaf 2012 als cameraman.
In 2011 schreef en regisseerde Cohn de nummer één zomerhit van Lifetime Channel, Born Bad, een psychologische thriller met in de hoofdrollen Meredith Monroe (Dawson's Creek, Criminal Minds) en Michael Welch (de Twilight-saga). In 2012 ging zijn eerste bioscoopfilm in première, Hold Your Breath. Datzelfde jaar schreef en regisseerde hij Bikini Spring Break, met in de hoofdrol Robert Carradine (Revenge of the Nerds) en de horrorthriller 12/12/12.
Cohns films worden doorgaans als direct-to-video uitgebracht.

## Filmografie

### Acteur
- Diary of an Affair (1 aflevering, 2004) – Andrew
- Legion of the Dead (2005) – Petrie
- Alien Abduction (2005) – Private Smalls
- Way of the Vampire (2005) – Roman
- Halloween Night (2006) – Daryll (als Jared Michaels)
- Sea Me (2006) – Shawn (als Jared Michaels)
- Blood Predator (2007) – Zak
- The Third Summer (2007) – Bags
- Teary Sockets (2008) – Bobby Tear
- Plaguers (2008) – Riley (als Jared Michaels)
- Real Fear (2008) – Johnathan (als Jared Michaels)
- Tyler's Ride (5 afleveringen, 2008) – Vinnie (als Jared Michaels)
- The Carpenter: Part 1 – And So They Die (2009) – Ted (als Jared Michaels)
- Legend Has It (2009) – Ollie (als Jared Michaels)
- Meaner Than Hell (2009) – Jakob 'Picaro Gonnoff' Baumberger (als Jared Michaels)
- Revenants (2010) – Danny (als Jared Michaels)
- Born Bad (2011) – Jaret
- Underground Lizard People (2011) – Chip
- Incident at Barstow (2011) – Griff (als Jared Michaels)
- 12/12/12 (2012) – Jared
- MoreHorror in Hollywood (1 aflevering, 2012) – zichzelf
- 13/13/13 (2013) – Alex
- Asabiyyah: A New Social Cohesion (2013) – Star
- Atlantic Rim (2013) – Spitfire
- EOTM Awards 2013 (2013) – zichzelf
- The Coed and the Zombie Stoner (2014) – Stoned Zombie
- P-51 Dragon Fighter (2014) – Lt. Gilman
- Feed the Devil (2014) – Marcus
- Pernicious (2015) – Shane
- Hulk Blood Tapes (2015) – zichzelf
- Wishing for a Dream (2015) – Louis Digman
- Minutes to Midnight (2015) – Richie

### Regisseur
- The Carpenter: Part 1 – And So They Die (2009) (en als scenarist) (als Jared Michaels)
- Born Bad (2011) (en als scenarist)
- Underground Lizard People (2011)
- Bikini Spring Break (2012) (en als scenarist)
- Hold Your Breath (2012)
- 12/12/12 (2012)
- Atlantic Rim (2013)
- Jailbait (2014) (en als scenarist)
- Bound (2015)
- Buddy Hutchins (2015)
- Hulk Blood Tapes (2015)
- School's Out (2015)
- Little Dead Rotting Hood (2016)
- Wishing for a Dream (2016)
- The Horde (2016)
- Halloween Pussy Trap Kill! Kill! (2017)
- Devil's Revenge (2019)
- Street Survivors: The True Story of the Lynyrd Skynyrd Plane Crash (2020) (en als scenarist)
- In the Drift (2020)
- Deadlock (2021)
- Vendetta (2022)

### Producent
- Legend Has It (2009) (als Jared Michaels)
- Revenants (2010) (als Jared Michaels)
- Night of the Dead (2012)
- Hulk Blood Tapes (2015)